# Armidale
Armidale er en by i delstaten New South Wales i Australien. Byen blev grundlagt i 1849 og havde i 2016 en befolkning på 23.352.